# Мора, Терезия
Терезия Мора (венг. Móra Terézia, нем. Terézia Mora; род. 5 февраля 1971, Шопрон) — немецкая писательница венгерского происхождения, переводчик с венгерского.

## Биография
С 1990 года живёт в Германии. Изучала унгаристику и театроведение в Берлинском университете. Работала как сценарист в кино и на телевидении. С 1998 — свободный писатель.
Переводила прозу Петера Эстерхази и других современных венгерских авторов.

## Произведения

### Проза
- Seltsame Materie (1999, новеллы)
- Alle Tage (2004, роман)
- Der einzige Mann auf dem Kontinent (2009)
- Чудовище/ Das Ungeheuer, роман (2013, Немецкая книжная премия)

### Драмы
- So was in der Art (2003)
- Miss June Ruby (2005, радиопьеса)

## Признание
Премии Ингеборг Бахман (1999), Адельберта фон Шамиссо (2000, 2010), премия Эриха Фрида (2010), премия Художественного фонда земли Северный Рейн-Вестфалия за перевод (2011), премия Самуила Богумила Линде (2022) и др.